# Kulturhistorisches Museum Magdeburg
Das Kulturhistorische Museum Magdeburg (KHM) ist ein Museum für Kulturgeschichte in Magdeburg, welches 1906 ursprünglich als kunsthistorisch orientiertes Kaiser-Friedrich Museum gegründet wurde. Schwerpunktmäßig beschäftigt sich das Museum in Dauer- und Sonderausstellungen mit der Geschichte der Stadt. Außerdem werden kunsthistorische Stücke präsentiert. Es bildet im selben Gebäude mit dem Museum für Naturkunde Magdeburg ein Zweispartenhaus.

## Geschichte

Logo des Museums

Nach verschiedenen Vorgänger-Institutionen wurde das Kulturhistorische Museum Magdeburg am 17. Dezember 1906 als Kaiser-Friedrich-Museum eröffnet. Erster Direktor des Museums war der Kunsthistoriker Theodor Volbehr. Nach zahlreichen privaten Gaben und Ankäufen aus Europa waren die Nationalsozialisten ab 1933 bemüht, unliebsame Objekte zu entfernen. 1937 wurden in der Nazi-Aktion „entartete Kunst“ aus dem Kaiser-Friedrich-Museum nachweislich 254 Werke einer großen Zahl von Künstlern beschlagnahmt, von denen viele anschließend vernichtet wurden.
Im Zweiten Weltkrieg wurde das Museumsgebäude stark zerstört. Außerdem ging ein umfangreicher Teil der ausgelagerten Sammlungen, darunter das berühmte Gemälde von Vincent van Gogh Der Maler auf dem Weg nach Tarascon, verloren. Anschließend wurde das Gebäude zum großen Teil wieder aufgebaut, umfangreich restauriert und die Sammlungen erweitert. Zusätzlich zog das Museum für Naturkunde in das Gebäude des ehemaligen Kaiser-Friedrich-Museums.
Zu den Höhepunkten der Ausstellungen im Kulturhistorischen Museum gehörten ab den 1990er Jahren die Europaratsausstellungen Otto der Große – Magdeburg und Europa (2001) und Heiliges Römisches Reich Deutscher Nation (2006). Weitere bedeutende Ausstellungen der jüngeren Zeit waren Magdeburg 1200 – Mittelalterliche Metropole, Preußische Festung, Landeshauptstadt (2005), Aufbruch in die Gotik (2009), Otto der Große und das Römische Reich. Kaisertum von der Antike zum Mittelalter (2012), Gegen Kaiser und Papst – Magdeburg und die Reformation (2018), Reformstadt der Moderne – Magdeburg in den Zwanzigern (2019), Faszination Stadt – Die Urbanisierung Europas im Mittelalter und das Magdeburger Recht (2019).

## Künstler, deren Werke 1937 als „entartet“ aus dem Kaiser-Friedrich-Museum beschlagnahmt wurden
Ernst Barlach, Lothar Bechstein, René Beeh, Bruno Beye, Walter Bötticher, Rudolf Bosselt, Dora Brandenburg-Polster, Karl Caspar, Maria Caspar-Filser, Lovis Corinth, Franz Karl Delavilla, Josef Eberz, Lyonel Feininger, Max Feldbauer, Otto Freytag, Willi Geiger, Robert Genin, Otto Göbel, Rudolf Großmann, Erich Heckel, Franz Heckendorf, Werner Heuser, Wilhelm Höpfner, Willi Jaeckel, Richard Janthur, Fritz Alfred John (1886–1961), Max Kaus, Ernst Ludwig Kirchner, Paul Klee, Paul Kleinschmidt, Oskar Kokoschka, Otto Kopp, Alfred Kubin, Wilhelm Lehmbruck, Ludwig Meidner, Moriz Melzer, Felix Meseck, Johannes Molzahn, Otto Müller, Heinrich Nauen, Max Neumann (1885–1973), Emil Nolde, Willi Nowak, Max Pechstein, Alfred Heinrich Pellegrini, Oswald Pohl (1887–1959), Walter Püttner, Franz Radziwill, Christian Rohlfs, Johannes Sass, Edwin Scharff, Werner Paul Schmidt, Karl Schmidt-Rottluff, Julius Wolfgang Schülein, Johanna Schütz-Wolff, Paul Adolf Seehaus, Richard Seewald, Georg Andreas Speck, Heinrich Stegemann, Otto Theodor Wolfgang Stein, Curt Stoermer, Walther Teutsch, Hans Tombrock, Hans Thuar, Erich Thum (1886–1952), Hans Trudel (1881–1958), Kurt Otto von Tuch (1877–1963), Max Unold, Carl Emil Uphoff, Karl Völker, Albert Weisgerber und Günther Vogler (1885–1945).

## Gebäude

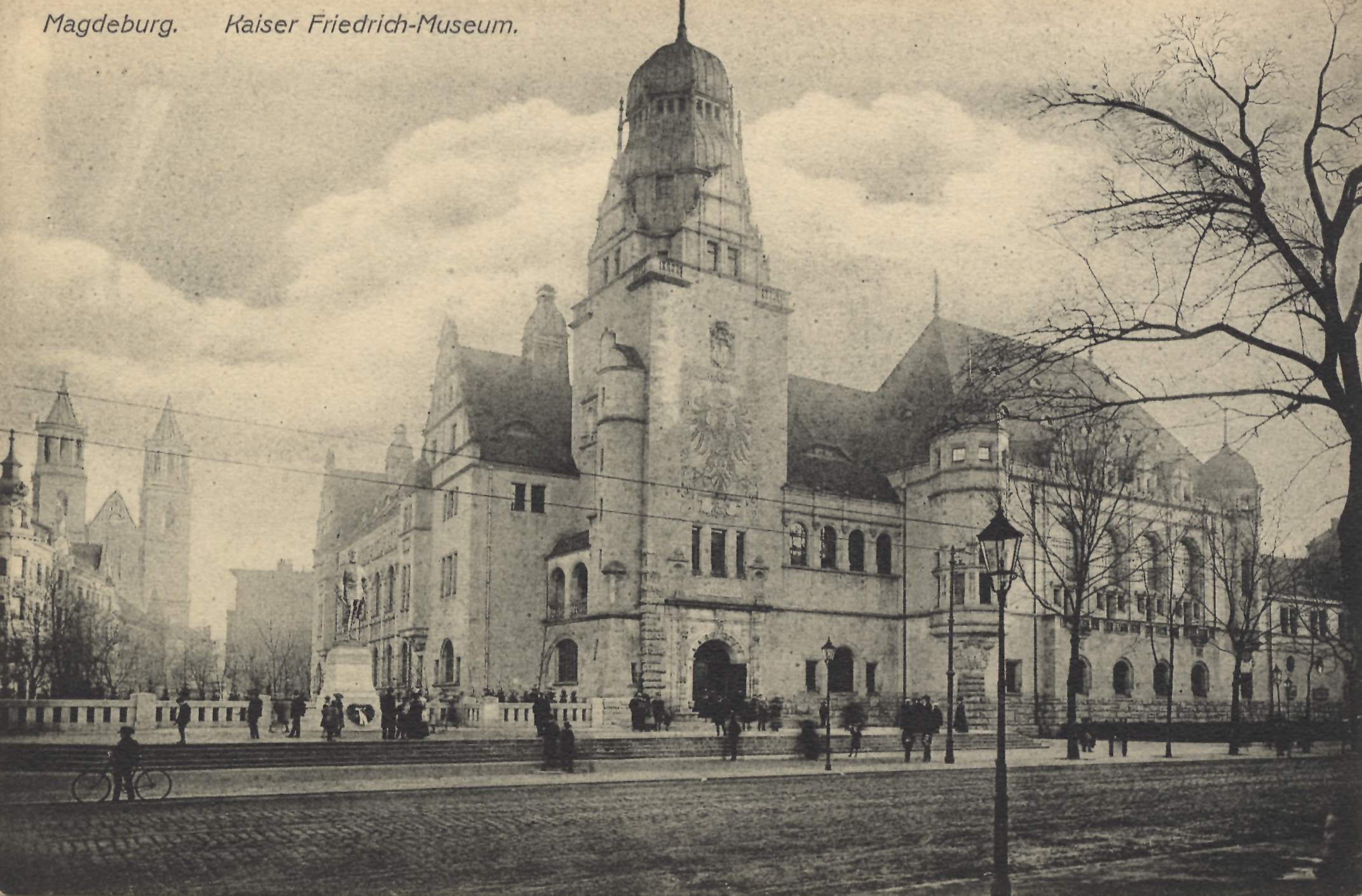
Museumsgebäude im ursprünglichen Zustand

Das Museumsgebäude befindet sich in der Otto-von-Guericke-Straße 68–73, nur wenige Meter vom Magdeburger Dom entfernt. Es wurde von 1901 bis 1906 als städtisches Museum für Kunst und Kunstgewerbe gebaut und erhielt den Namen Kaiser-Friedrich-Museum. Der ausgeführte Entwurf war indirekt aus einem 1897 durchgeführten Architektenwettbewerb hervorgegangen und stammte von den Wiener Architekten Friedrich Ohmann und August Kirstein. Es entstand im agglomerierten Bautypus.

## Kaiser-Otto-Saal

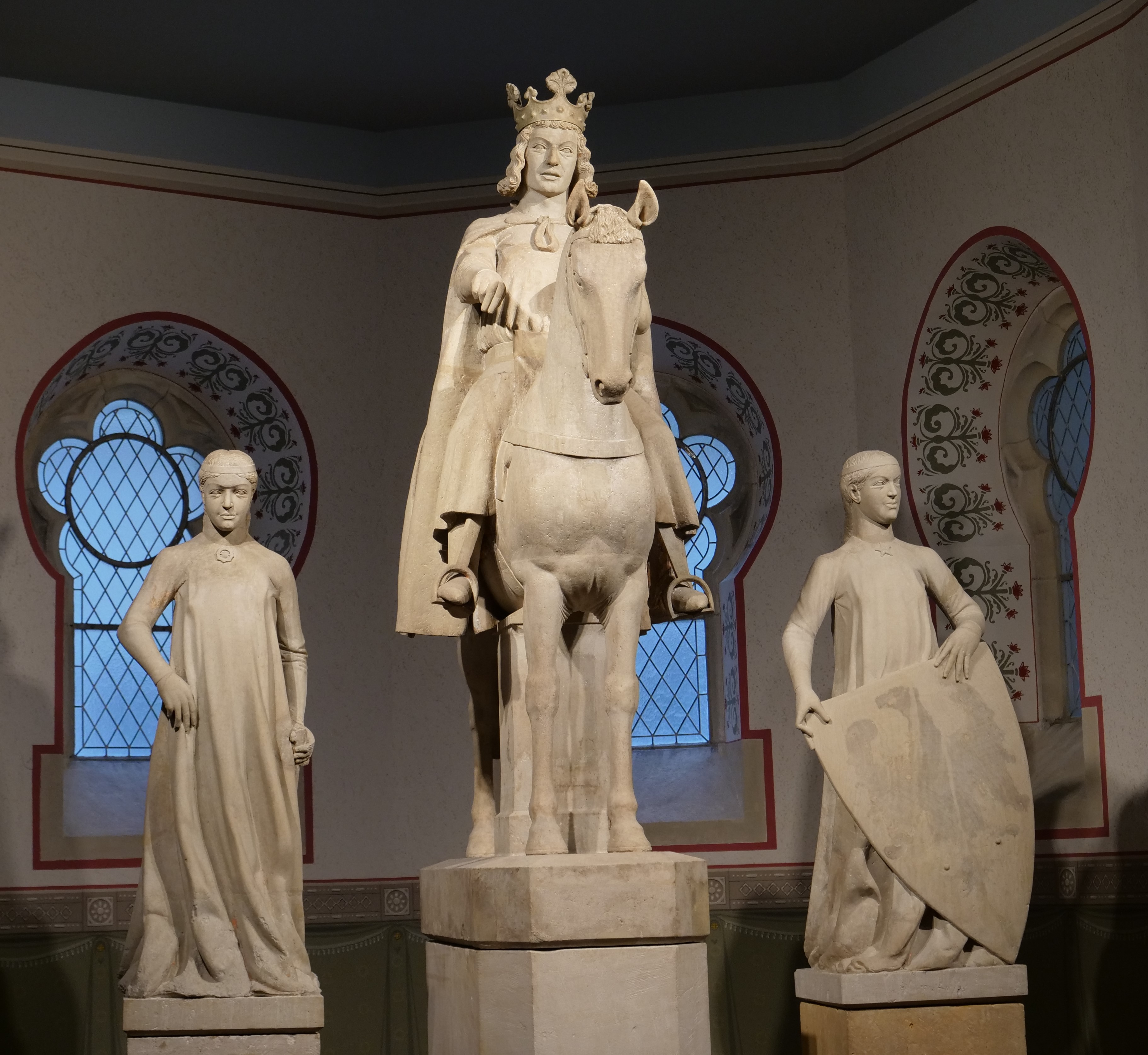
Original des Magdeburger Reiters

Das Bauwerk umfasst neben den Stilräumen den Großen Saal. Dieser wurde in Anlehnung an die Gebäude des Germanischen Nationalmuseums in Nürnberg in Form eines Kirchenraums mit Krypta geschaffen und war ursprünglich als Saal der Magdeburger Altertümer betitelt. Nach den Zerstörungen im Zweiten Weltkrieg und den anschließenden Renovierungen wurde der Charakter des Raumes erheblich verändert, indem unter anderem eine Zwischendecke eingesetzt wurde. Erst nach der Wende und im Rahmen der ersten Otto-der-Große-Ausstellung konnten ab 1997 umfangreiche Sanierungen stattfinden. 2001 wurde der Raum wiedereröffnet und in Kaiser-Otto-Saal umbenannt. Heutzutage wird er vor allem als Vortrags-, Versammlungs- und Ausstellungsraum genutzt.
Im Kaiser-Otto-Saal werden seit Ende der 2010er Jahre die Originalstatue des Magdeburger Reiters sowie eine barocke Weihnachtskrippe ausgestellt. Das dreiteilige Wandgemälde Szenen aus dem Leben Ottos des Großen von Arthur Kampf 1905/06 illustriert den Saal.

## Betrieb
Das Kulturhistorische Museum beschäftigt 27 Mitarbeiter. Geleitet wird es von Gabriele Köster. Das Museum betreibt einen Museumsshop. Eine Besonderheit des Angebotes stellt der Magdeburger Reiter von Playmobil dar, mit dem der Spielzeughersteller das erste Mal ein Kunstwerk nachbaute und damit auch für eine Stadt wirbt.
Im Innenhof des Museums befindet sich seit 1995 von Frühling bis Herbst die Megedeborch. Das Projekt ist ein historisches Schauspiel, bei welchem Schüler das mittelalterliche Magdeburg in einer nachgebauten Kulisse selbst erleben können. Hierfür schlüpfen sie in die Rolle verschiedener Berufsgruppen, üben die Handwerke aus und bevölkern so die Stadt.

## Sammlungen

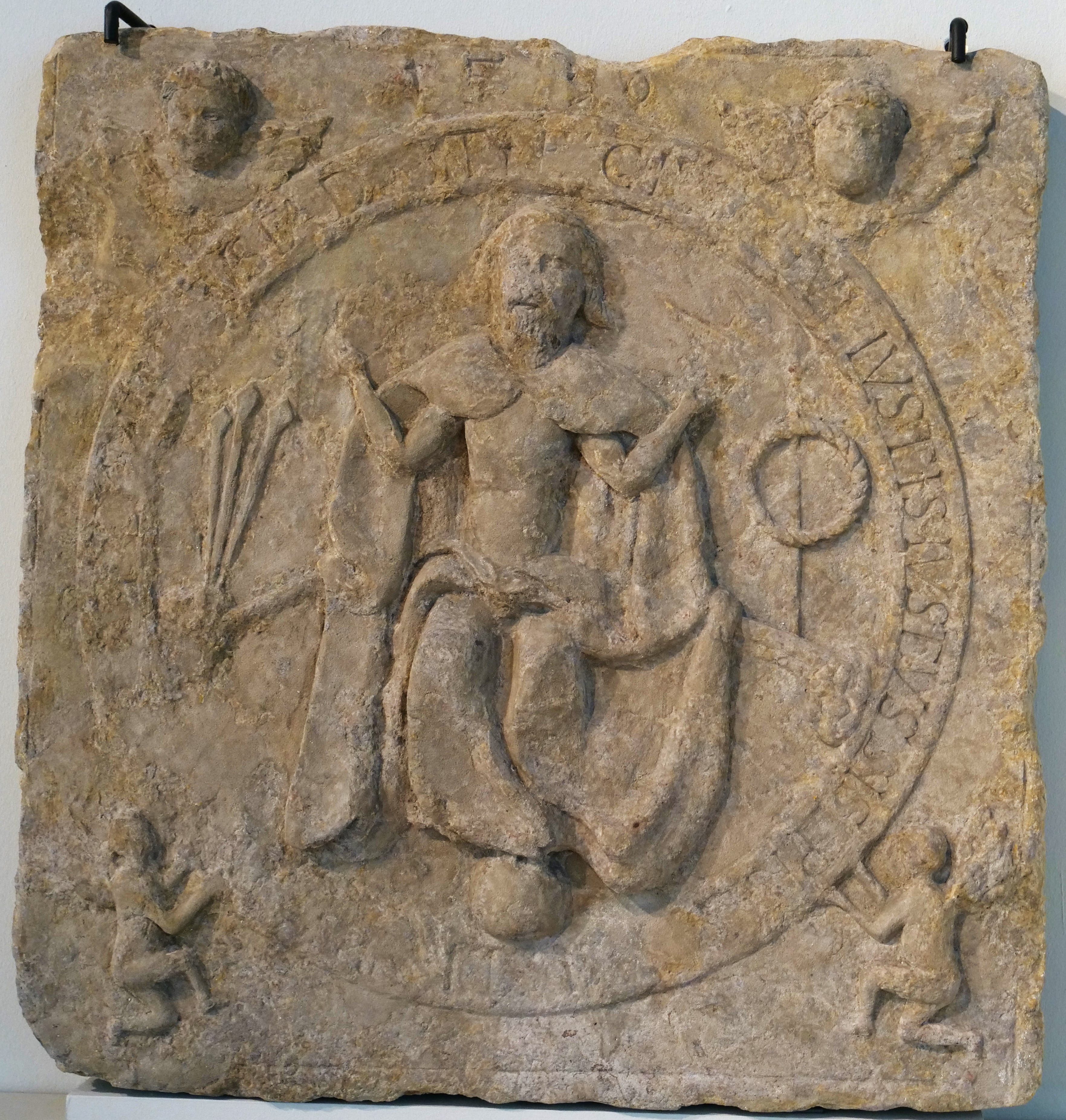
Wappenstein des Magdeburger Schöffenstuhls

- Archäologie: 400.000 Funde aus der Region Magdeburg und dem nördlichen Sachsen-Anhalt sowie Frankreich, der Rhein-Mosel-Region, aus Ungarn, Mähren und Italien aus 200.000 Jahren Menschheitsgeschichte, u. a. Faustkeil von Hundisburg (Alter: 200.000 Jahre)
- Mittelalter: Objekte aus der Region Magdeburg, u. a. Pilgerzeichen mit den Heiligen Drei Königen, Magdeburger Schöffensprüche, Löwen-Aquamanile.
- Stadtgeschichte: 10.000 Objekte aus Magdeburg, die nicht in eine der anderen Ausstellungen passen, u. a. Gröninger Glocke, die Ratsschulglocken von 1578 und von 1725, Lumpenpuppe, Abstammungsbescheid, Judenstern (Davidstern), Pokal (Deutsche Theaterausstellung 1927).
- Münzen, Medaillen: 11.000 Münzen, 2.400 Medaillen, u. a. Otto-von-Guericke-Plakette, Eineinviertel Schautaler (1692), Bronzemedaille der Weltausstellung in Chicago 1893, Moritzpfennig (2. Hälfte 12. Jahrhundert), Goldabschlag auf die Gründung der Stadt Magdeburg (1599).
- Militaria: 1.400 Objekte, darunter Hellebarde (2. Hälfte 16. Jahrhundert), Handgranate (17. Jahrhundert), Schwere Wallbüchse (um 1600), Festungskanone (Mitte 17. Jahrhundert), Sturmhaube (Ende 16. Jahrhundert).
- Möbel: 800 Objekte
- Gemälde: 1.100 Objekte, u. a. Der Kyffhäuser, Das Welken, Magdeburger Dom mit Trümmern.
- Grafik: 4.500 Handzeichnungen, 30.000 Druckgraphiken, 10.000 Exlibris
- Kunsthandwerk: 5.000 Objekte
- Textilien: 1.250 Objekte
- Schulgeschichte: Größtenteils Objekte der DDR-Schulen, u. a. Riesenkaleidoskop (um 1900), Schaukasten Synthetische Treibstoffe, Rollbild (1930er Jahre)
- Bibliothek: 70.000 Bände für wissenschaftliche Arbeit sowie zeitweise Ausstellung; u. a. Der Stadt Magdeburg Gerichtsordnung (1625), Streitschrift gegen die Wiedereinführung der Heiligen Messe durch das Interim und gegen den protestantischen Theologen Agricola (1549), Die zweite Verteidigungsschrift des Magdeburger Rates wegen der Absetzung und Ausweisung Tilemann Heßhusens (1563). Externe Nutzer werden um Voranmeldung gebeten.

## Ausstellungen

### Dauerausstellungen
- Magdeburg – Die Geschichte einer Stadt[11]
- Kunstverführung – Die historischen Kunstsammlungen.[12]
- Der Magdeburger Reiter[13]
- Dauerausstellung Schulgeschichte[14]
- Fayence- und Steingutmanufaktur Guischard[15]
- Barockkrippe[16]

### Sonderausstellungen (Auswahl)
- 1992/1993: Erzbischof Wichmann (1152–1192)
- 1995: Dann färbte sich der Himmel blutrot… – Ausstellung zur Zerstörung Magdeburgs am 16. Januar 1945
- 1996: Hanse – Städte – Bünde – Die sächsischen Städte zwischen Elbe und Weser um 1500
- 1998/1999: …gantz verheeret! – Magdeburg und der Dreißigjährige Krieg
- 2001: Otto der Große, Magdeburg und Europa (27. Ausstellung des Europarates und Landesausstellung Sachsen-Anhalt)
- 2002/2003: Otto von Guericke – Die Welt im leeren Raum
- 2003: Andreas Kuhnlein: Macht und Vergänglichkeit: Otto der Große und seine Zeit – Holzskulpturen
- 2003: Picasso Lebensfreude – Lithographie und Keramik
- 2003: Carl Hasenpflug (1802–1858) – Wahrheit und Vision
- 2003/2004: Hundertwasser-Architekturausstellung Gehasst – Gebaut – Geliebt
- 2004: Das germanische Fürstengrab von Gommern; Gold für die Ewigkeit
- 2005: Magdeburg 1200 – Mittelalterliche Metropole, Preußische Festung, Landeshauptstadt. Die Geschichte der Stadt von 805 bis 2005
- 2006: Heiliges Römisches Reich Deutscher Nation (29. Ausstellung des Europarates und Landesausstellung Sachsen-Anhalt zusammen mit dem Deutschen Historischen Museum Berlin)
- 2007: 30 Jahre Playmobil – Entdecke die Welt (Eine Wanderausstellung des Historischen Museums der Pfalz Speyers)
- 2008: Unerwünscht. Verfolgt. Ermordet. Ausgrenzung und Terror während der nationalsozialistischen Diktatur in Magdeburg 1933–1945.[17]
- 2009: Landesausstellung Sachsen-Anhalt: Aufbruch in die Gotik. Der Magdeburger Dom und die späte Stauferzeit
- 2012: Otto der Große und das Römische Reich. Landesausstellung Sachsen-Anhalt
- 2015: Cracovia 3DKrakau - eine Stadt des Magdeburger Rechts
- 2018: Gegen Kaiser und Papst - Magdeburg und die Reformation
- 2019: Reformstadt der Moderne - Magdeburg in den Zwanzigern
- 2019: Faszination Stadt - Die Urbanisierung Europas im Mittelalter und das Magdeburger Recht[18]
- 2021/2022: Mit Bibel und Spaten - 900 Jahre Prämonstratenser-Orden
- 2022/2023: Der Struwwelpeter - Zwischen Faszination und Kinderschreck
- 2023: Welche Taten werden Bilder? Otto der Große in der Erinnerung späterer Zeiten

## Publikationen (Auswahl)
- Karin Grünwald, Karlheinz Kärgling, Steffen Lemme, Carola Lipaczewski, Wolfgang Winkelmann (Red.): Unerwünscht. Verfolgt. Ermordet. Ausgrenzung und Terror während der nationalsozialistischen Diktatur in Magdeburg 1933–1945. Reihe Magdeburger Museumsschriften, Nr. 11. Begleitbuch zur gleichnamigen Ausstellung im Kulturhistorischen Museum Magdeburg vom 28. Januar bis 3. August 2008. Magdeburger Museen, Magdeburg 2008, ISBN 3-930030-93-4.